# 혈청전환
혈청전환(血淸轉換, 영어: seroconversion)은 혈청에서 면역반응의 결과로 항체가 나타나는 것이다. 혈청전환이 되기 전까지는 항체를 검출하는 방법으로 진단할 수 없는 미검출기가 된다.

## 같이 보기
- 인간면역결핍 바이러스의 중복 감염